# Берген (Миннесота)
Берген (англ. Bergen) — тауншип в округе Мак-Лауд, Миннесота, США. На 2010 год его население составило 1006 человек.
Тауншип был назван норвежскими поселенцами в честь города Берген в Норвегии

## География
По данным Бюро переписи населения США площадь тауншипа составляет 91,7 км², из которых 91,5 км² занимает суша, а 0,2 км² — вода (0,17 %).

## Демография
По данным переписи населения 2010 года в Бергене проживало 1006 человек, было 362 домохозяйства и 276 семей. Плотность населения — 11,0 чел./км². Расовый состав населения: 98,3 % белых, 0,1 % коренных американцев, 0,2 % азиатов, 0,1 % — других рас США. Испанцы или латиноамериканцы любой расы составляли 3,1 % от населения тауншипа.
Из 362 домохозяйств в 36,7 % воспитывались дети до 18 лет, в 68,2 % проживали супружеские пары, в 3,6 % проживали незамужние женщины и в 23,8 % домохозяйств проживали несемейные люди. 19,9 % домохозяйств состояли из одного человека, при том 8,0 % из — одиноких пожилых людей старше 65 лет. Средний размер домохозяйства — 2,78, а семьи — 3,20 человека.
28,1 % населения младше 18 лет, 3,1 % в возрасте от 18 до 21 года, 58,5 % от 21 до 65 и 10,3 % старше 65 лет. Средний возраст — 39,9 лет. На каждые 100 женщин приходилось 110,0 мужчин. На каждые 100 женщин старше 18 приходилось 108,4 мужчин.
На 2014 год средний годовой доход домохозяйства составлял 70 000 долларов, а средний годовой доход семьи — 68 750 долларов. Средний доход мужчин — 51 111 долларов, в то время как у женщин — 41 012. Доход на душу населения составил 27 319 долларов. За чертой бедности находились 6,3 % семей и 8,2 % всего населения тауншипа.